# 瀛東村
瀛东村是中華人民共和國上海市崇明區陳家鎮的一個村莊，也是崇明岛最東端的村庄，此地原本是芦苇荡，漲潮時還會被海水淹沒。1985年起，此地陸續被围垦滩田4000亩，瀛东村逐步建成。